# Full Moon Fever
Full Moon Fever é o primeiro álbum solo de estúdio de Tom Petty, lançado em 1989. Apresenta contribuições de membros de sua banda, Tom Petty and the Heartbreakers, especialmente Mike Campbell, bem como Jeff Lynne, Roy Orbison (que morreu antes de seu lançamento) e George Harrison, colegas de banda de Petty nos Traveling Wilburys. Este álbum está na lista dos 200 álbuns definitivos no Rock and Roll Hall of Fame.

## Lista de Músicas
Todas as faixas escritas e compostas por Tom Petty and Jeff Lynne, exceto quando indicado:. 
| Lado 1 |                        |         |  |
| N.º    | Título                 | Duração |  |
| 1.     | "Free Fallin'"         | 4:14    |  |
| 2.     | "I Won't Back Down"    | 2:56    |  |
| 3.     | "Love Is a Long Road"  | 4:06    |  |
| 4.     | "A Face in the Crowd"  | 3:58    |  |
| 5.     | "Runnin' Down a Dream" | 4:23    |  |

| Lado 2 |                                  |         |  |
| N.º    | Título                           | Duração |  |
| 6.     | "I'll Feel a Whole Lot Better"   | 2:47    |  |
| 7.     | "Yer So Bad"                     | 3:05    |  |
| 8.     | "Depending on You"               | 2:47    |  |
| 9.     | "The Apartment Song"             | 2:31    |  |
| 10.    | "Alright for Now"                | 2:00    |  |
| 11.    | "A Mind with a Heart of Its Own" | 3:29    |  |
| 12.    | "Zombie Zoo"                     | 2:56    |  |